# Kurt Blum
Kurt Blum (* 25. srpna 1922 Bern – 30. prosince 2005 tamtéž) byl švýcarský fotograf a dokumentarista.

## Životopis
Kurt Blum se v letech 1939 až 1942 vyučil jako fotograf v Burgdorfu a v letech 1940 až 1942 studoval grafiku, malbu a fotografii na uměleckoprůmyslové škole v Bernu (dnes Hochschule der Künste Bern). Nejprve pracoval jako fotograf pro Státní knihovnu v Bernu a poté jako nezávislý průmyslový fotograf a dokumentarista pro průmyslové podniky. V 50. a 60. letech 20. století vytvářel Blum fotografie a filmy pro průmyslové klienty a také dokumenty o umělcích a dalších, kromě jiných také o Pablu Picassovi. V roce 1981 otevřel galerii malby a fotografie ve městě Praz/Vully.
Jeho práce byly vystaveny na mnoha mezinárodních samostatných a skupinových výstavách a byly publikovány v různých ilustrovaných knihách. Blum je jedním z nejvýznamnějších představitelů fotografie 20. století. Jeho díla jsou k vidění v několika muzeích a sbírkách, např. v Kunstmuseum Bern, a jsou nabízena jako sběratelské předměty za vysoké ceny na aukcích.
Blum se proslavil svými portréty známých umělců. Ztvárnil Fernanda Légera, Georgese Braquea, Pabla Picassa, Sama Francise, Marka Rothka, Alberta Giacomettiho, Marca Chagalla, Willema de Kooninga a mnoho dalších současných umělců. Na jeho portrétech je neobvyklé, že vznikaly téměř výhradně v ateliérech umělců a poskytují důležitý pohled na jejich tvorbu.

## Ocenění
- 1951: Velká fotografická cena od časopisu Camera
- 1960: Benátská zlatá medaile za film „Muž, oheň a železo“
- 1985: Velká fotografická cena kantonu Bern (uznání kompletního díla)